# Kościół Najświętszej Maryi Panny Królowej Polski w Zwanowicach
Kościół Najświętszej Maryi Panny Królowej Polski – rzymskokatolicki kościół filialny w miejscowości Zwanowice, województwo opolskie. Świątynia należy do parafii Najświętszej Maryi Panny Różańcowej w Kruszynie w dekanacie Brzeg południe, archidiecezji wrocławskiej. Dnia 8 kwietnia 1964 roku, pod numerem 775/64 kościół został wpisany do rejestru zabytków województwa opolskiego.

## Historia kościoła
Pierwsza wzmianka o kościele pochodzi z 1295 roku. Obecna świątynia wybudowana została około 1400 roku. Budowla gotycka, wieża wybudowana w stylu klasycystycznym w 1819 roku. W grudniu 2014 roku, po prawie 60 latach, wieża została odnowiona. 5 maja 2015 roku została poświęcona, dokonał tego ksiądz biskup Andrzej Siemieniewski, biskup pomocniczy archidiecezji wrocławskiej.
Na zewnątrz widoczne są 2 płyty nagrobne, usytuowane na jednej ze ścian. Teren wokół kościoła okala kamienny mur.